# 新地中華街停留場
新地中華街停留場（しんちちゅうかがいていりゅうじょう、新地中華街電停）は、長崎県長崎市銅座町にある長崎電気軌道の停留場である。駅番号は31。
本線と大浦支線が乗り入れる停留場で、1号・2号・5号各系統が停車する。

## 歴史
当停留場は1915年（大正4年）、長崎電軌による最初の路線（第1期線）が開通した際に開業した停留場である。開業時の停留場名は築町停留場（つきまちていりゅうじょう）であった。当初は長久橋のたもとに置かれ（北緯32度44分36.4秒 東経129度52分32.2秒 / 北緯32.743444度 東経129.875611度）、路線は築町から病院下までを結ぶ3.7キロメートル足らずだった。翌年には大浦支線に相当する出雲町までの区間（第2期線）が開通。ただし2つの路線は当時出島寄りにあった千馬町停留場（せんばちょうていりゅうじょう、北緯32度44分33.2秒 東経129度52分25.8秒）にて接続していて、築町停留場は1920年（大正9年）に古町までの区間（第3期線）が開通したのに合わせていったん廃止される。
停留場が復活したのはそれから約40年後の1961年（昭和36年）。都市計画に基づいて千馬町から伸びていた大浦支線を築町から分岐させることになり、線路を移設し築町停留場が再び設置された。このとき入れ替わりで千馬町停留場は廃止されている。
2018年（平成30年）には築町停留場から新地中華街停留場に改称、乗客の利便性向上のため沿線の観光地の名称を停留場名とした。なお、これ以前の駅番号は西浜町方面ホームが31A、長崎駅前・石橋方面ホームが31Bと別々であった。

### 年表
- 1915年（大正4年）11月16日：築町から病院下までの第1期線開通に伴い築町停留場が開業[3][4]。千馬町停留場もこの時開業する[4]。
- 1916年（大正5年）12月27日：千馬町から出雲町仮終点までの第2期線が開通[3]。
- 1920年（大正9年）12月25日：築町から古町までの第3期線が開通[3]。築町停留場を廃止[4]。
- 1961年（昭和36年）10月5日[注釈 1]：石橋方面の線路移設により築町停留場が再度開業、代わって千馬町停留場は廃止[2][4]。
- 2000年（平成12年）
  - 3月17日：停留場を改築[10]。
  - 8月7日：行先案内放送装置を設置[10]。
- 2018年（平成30年）8月1日：新地中華街停留場に改称[9][11]。

## 構造
新地中華街停留場は併用軌道区間にあり、道路上にホームが置かれる。ホームは2面あり、2本の線路を挟んで向かい合う（相対式ホーム）。線路の東側にあるのが長崎駅前・石橋方面行きのホーム、西側にあるのが崇福寺・蛍茶屋方面行きのホーム。停留場番号は崇福寺・蛍茶屋方面に31A、長崎駅前・石橋方面に31Bと異なる番号が与えられている。長崎駅前・石橋方面のホームは乗換客のために乗り場を分けていて、ホーム端の停止線に1号系統と2号系統、中央付近の停止線に5号系統の電車が停車する。同ホームでは電車接近案内および日本語と英語による自動放送が流れる。
本線と大浦支線の分岐部は停留場の出島寄りにあり、石橋方面に伸びる大浦支線が直進し、長崎駅前方面に伸びる本線が右へと別れる2方分岐。分岐部のある交差点には警告灯が設置される。いっぽう停留場の西浜町寄りには渡り線があり、多客時に運行される臨時便の折り返しに使用される。多客時には混雑緩和のためホームに運賃箱およびカードリーダーを持った改札係が立ち、通常の乗車扉からも降車できるような措置をとる。
1号系統と5号系統を全国相互交通系ICカードで乗り継ぐ場合、30分以内に乗り継ぐと2回目の運賃が無料になる（崇福寺方面と蛍茶屋方面との乗り継ぎは、隣の西浜町停留場で行う必要がある）。2021年3月までは乗り継ぎ券が配られており、現金での乗り継ぎも可能であった。

## 利用状況

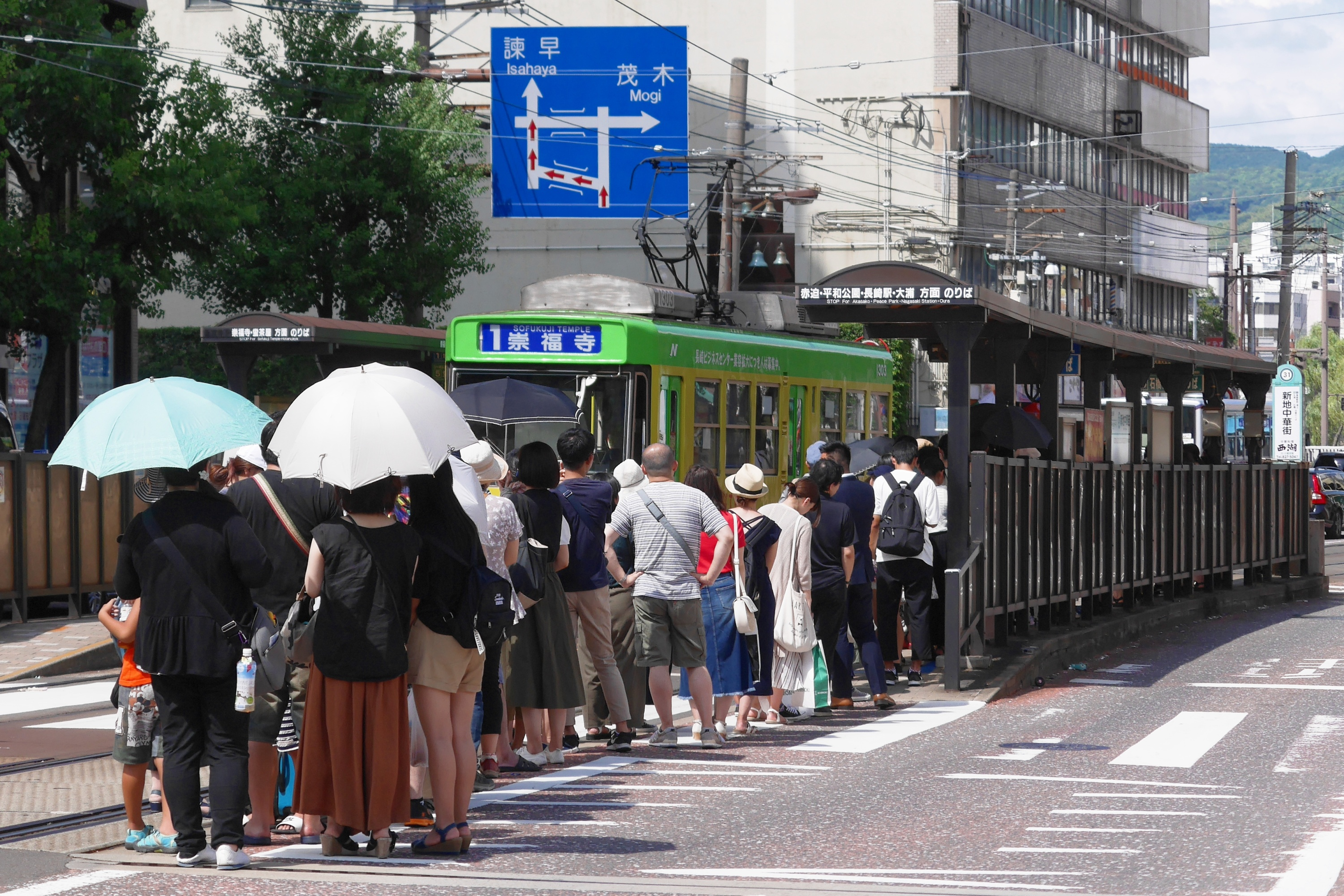
多客時の停留場
（乗客が車道まではみ出ている）

長崎電軌の調査によると1日の乗降客数は以下の通り。
- 1998年 - 10,790人[1]
- 2015年 - 6,000人[14]

観光客や買い物客の利用が多く、長崎駅前から当停留場までの区間は長崎電軌で最も混雑する区間。そのため停留場での乗降に時間がかかり、運行に支障が出ることも多い。加えて乗り換え停留場でもあるためホームは常に混雑し、修学旅行シーズンなどにはホームに収まらない乗客が車道まで溢れることがある。
1日平均の乗車人員・乗降人員の推移は以下の通り。
| 年度   | 1日平均 乗車人員 | 1日平均 乗降人員 |
| ------ | ---------------- | ---------------- |
| 2012年 | 2,800            | 5,645            |
| 2013年 | 2,992            | 6,000            |
| 2014年 | 3,076            | 6,200            |
| 2015年 | 3,261            | 6,500            |

## 周辺
長崎新地中華街の最寄り停留場で、長崎市中心部の商店街にも近い。改称前の停留場名は「築町」であったが所在地は銅座町で、築町の町域は中島川を挟んで離れている。もとは当地も築町に含まれていたが、町名町界変更で停留場の設置されていた中島川以南の部分が銅座町に組み込まれた結果名前だけが残されたという。
- 長崎バス長崎新地ターミナル
  - イオン長崎店がテナントとして入っている。
- 長崎バスターミナルホテル
- JALシティ長崎
- カンデオホテルズ長崎新地中華街
- 長崎ワシントンホテル
- 湊公園
- 十八親和銀行本店
- 出島（オランダ商館跡）
- 出島橋

## 隣の停留場
長崎電気軌道
本線
出島停留場 (30) - 新地中華街停留場 (31) - 西浜町停留場 (32)
大浦支線 
新地中華街停留場 (31) - メディカルセンター停留場 (47)
- メディカルセンター停留場との間には、1990年（平成2年）まで入江町停留場 (46)が存在した。